# 雋州
雋州，中国南北朝时设置的州。
南朝梁承圣三年（554年）改上雋郡置，治所在今湖北省通城县西北。属巴州。辖境相当今湖北省通城县一带。南陈天嘉四年（563年）废。